# 全国消費者団体連絡会
全国消費者団体連絡会（ぜんこくしょうひしゃだんたいれんらくかい、英語: Consumers.Japan ）とは、日本の消費者団体である。略称は全国消団連（ぜんこくしょうひだんれん）。日本における国際消費者機構（CI）の正会員団体である。
国際的な消費者団体や他国の消費者団体との連絡や連携を行いつつ、日本の消費者団体のナショナルセンターとして、内閣府や消費者庁などの行政組織との意見交換を行ったり、社会・政治への働きかけなど「消費者の権利の尊重」と「消費者の自立支援」を行っていると会は謳っている。機関紙は「消費者ネットワーク」（年9回発行）。
出典。

## 概要
1956年（昭和31年）に消費者団体、労働団体、生協などの関係団体が集まって結成された。1957年の「消費者宣言」において、「私たち消費者大衆こそ主権者」と宣言。当初は各品の値上げに反対したり、公害問題に取り組んだりとキャンペーン型の消費者運動を行っていたが、消費者問題の複雑化に対応するため、1990年代以降は活動方針を変えて政府への提言活動がメインとなっていった。2002年（平成14年）に内閣府の国民生活審議会でスタートした「21世紀型消費者政策」検討には積極的に参画している。
世界消費者権利デー(3月15日)に合わせて、毎年「全国消費者大会」を開催している。
出典。

## 全国消団連の主な会員団体
全国規模および各地域で活動する消費者団体のほか、女性団体や生協や労働者福祉団体や法律家の職能団体等が参加している。
太字で強調された団体は内閣総理大臣に認定された適格消費者団体である。

### 全国的消費者組織
- 主婦連合会
- 新日本婦人の会
- 全国消費者協会連合会
- 全国消費生活相談員協会（適格消費者団体）
- 全国大学生活協同組合連合会
- こくみん共済coop＜全労済＞
- 日本司法書士会連合会
- 日本消費者協会
- 日本消費生活アドバイザー・コンサルタント・相談員協会
- 日本消費生活専門相談員協議会
- 日本生活協同組合連合会
- 日本母親大会連絡会
- 労働者福祉中央協議会

### 消費者問題に関る非営利組織
- 親子消費者教育サポートセンター
- コンシューマネット・ジャパン
- 消費者ネットジャパン
- FOOD COMMUNICATION COMPASS
- Safe Kids Japan
- 日本消費生活問題研究所
- 情通信消費者ネットワーク
- Consumer Rights Japan
- 家庭栄養研究会

### 地域単位の消費者連絡組織
全国で計26の地域組織が加盟している。
- 消費者支援ネット北海道（適格消費者団体）
- 岩手県消費者団体連絡協議会
- 東京消費者団体連絡センター
- 神奈川県消費者団体連絡会
- 長野県消費者団体連絡協議会
- 消費者支援ネットワークいしかわ（適格消費者団体）
- 消費者ネット・しが
- コンシューマーズ京都
- 全大阪消費者団体連絡会
- 愛媛県消費者団体連絡協議会
- 北九州市消費者団体連絡会

出典。

## 主な役員
理事
- 有田芳子 ‐ 主婦連合会 常任幹事
- 磯田朋子 ‐ 岩手県消費者団体連絡協議会 事務局長
- 大石美奈子 ‐ 公益社団法人日本消費生活アドバイザー・コンサルタント・相談員協会 代表理事・副会長
- 加藤絵美 ‐ 特定非営利活動法人親子消費者教育サポートセンター 理事長
- 上山精一 ‐ 消費者団体千葉県連絡会 代表幹事
- 小浦道子 ‐ 東京消費者団体連絡センター 事務局長
- 古賀真子 ‐ 特定非営利活動法人コンシューマネット・ジャパン 理事長
- 小林紀久子 ‐ 日本生活協同組合連合会 組織推進本部社会・地域活動推進部長
- 斉藤いづみ ‐ 山梨県消費者団体連絡協議会 事務局長
- 高口正治 ‐ 北九州市消費者団体連絡会 事務局長
- 田中大輔 ‐ 一般財団法人 日本消費者協会 事務局次長
- 長田三紀 ‐ 情報通信消費者ネットワーク
- 庭野文雄 ‐ 神奈川県消費者団体連絡会 事務局長
- 蓮尾隆子 ‐ 家庭栄養研究会 常任顧問
- 藤江正俊 ‐ 全国大学生活協同組合連合会 理事会室長
- 増田悦子 ‐ 公益社団法人 全国消費生活相談員協会 理事長
- 吉川尚彦 ‐ 埼玉県消費者団体連絡会 代表幹事・事務局長
- 米田覚 ‐ 全大阪消費者団体連絡会 事務局長
- 浦郷由季（代表理事） ‐ 一般社団法人 全国消費者団体連絡会 事務局長

監事
- 石田昭浩 ‐ 全国労働者共済生活協同組合連合会 常務執行役員
- 小川俊明 ‐ 労働者福祉中央協議会 事務局次長

出典。